# رابرت بیکن
رابرت بیکن (انگلیسی: Robert Bacon; ۵ ژوئیهٔ ۱۸۶۰ – ۱۹ مهٔ ۱۹۱۹) سیاست‌مدار اهل ایالات متحده آمریکا بود.